# Тит Месий Екстрикат
Тит Месий Екстрикат (на латински: Titus Messius Extricatus; † 222) e политик, сенатор и преториански префект на Римската империя през началото на 3 век.

## Биография
Син е на преторианския префект от 210 г. със същото име. Император Каракала го издига в съсловието на преторите, приемат го в Сената и става легат на легион. Получава наградата consularia ornamenta или adlectio inter consulares. Като Comes и Amicus на императора е награден с консулат.
През 217 г. той е консул заедно с Гай Брутий Презенс. Император Елагабал го произвежда на преториански префект през 218/222 г. По време на тази му служба през 222 г. той е убит вероятно заедно с колегата му Антиохиан и Елагабал.